# Cardinalis
Cardinalis este un gen de păsări din familia Cardinalidae. Există trei specii răspândite din regiunea Marilor Lacuri până în nordul Americii de Sud.

## Specii
- Cardinalis cardinalis – cardinal nordic
- Cardinalis sinuatus – cardinal de deșert
- Cardinalis phoeniceus – cardinal rubiniu

## Filogenie
Cladogramă bazată pe analiza efectuată de Tilston Smith și Klicka publicată în 2013.
|  | C. phoeniceus |
|  |               |

|  | C.sinuatus   |
|  |              |
|  | C.cardinalis |
|  |              |

|  | C. phoeniceus |
|  |               |

|  | C.sinuatus   |
|  |              |
|  | C.cardinalis |
|  |              |